# Manifest de Leiden
El conegut com a Manifest de Leiden (en anglès: Leiden Manifesto for research metrics, sigla LM) és un acord de "deu principis bàsics per guiar l'avaluació de la investigació". Va aparèixer al volum 520, número 7548, de la revista Nature, el 22 d'abril de 2015 i va ser formulat pels professors Diana Hicks i Paul Wouters a la 19a Conferència Internacional sobre Indicadors de Ciència i Tecnologia, celebrada del 3 al 5 de setembre de 2014 a Leiden, als Països Baixos. El manifest és una senzilla guia per combatre el mal ús de la bibliometria per avaluar els treballs científics. Altres exemples de bibliometria o cienciometria són l'índex h, el factor d'impacte o l'anomenada altmetrics.

## Principis
Els principis diuen que:
1. L’avaluació quantitativa ha de ser la base d’una avaluació qualitativa.
2. La mesura de rendiment s'ha de fer amb relació a la missió de la institució, del grup de recerca o de l’investigador.
3. Cal protegir l’excel·lència en recerca localment rellevant.
4. Els processos de recopilació i anàlisi de dades han de ser oberts, transparents i simples.
5. Les dades i anàlisis han d’estar obertes a verificació pels avaluats.
6. Les diferències en les pràctiques de publicació i citació entre camps científics s'han de tenir en compte.
7. L’avaluació individual d’investigadors s'ha de basar en la valoració qualitativa de la seva cartera d’investigació.
8. S'ha d’evitar la concreció improcedent i la falsa precisió.
9. S'han de reconèixer els efectes sistèmics de l’avaluació i els indicadors.
10. Els indicadors han de ser examinats i actualitzats periòdicament.